# Arthur Aharonyan
Pour les articles homonymes, voir Aharonian.
Œuvres principales
Ballade de Jonathan (Poème Symphonique)
Novelettes pour quintette à vent
Danses populaires arménienne pour violon et piano
Arthur Aharonyan, né en 1962 à Erevan en Arménie est un pianiste et compositeur arménien.

## Œuvres
- Méditation et Toccata pour piano (1979)
- Pari, opéra de chambre
- La ballade de Jonathan, poème symphonique
- Novelettes pour quintette à vent
- Une œuvre dans le siècle
- Concertino pour flûte, clarinette, piano, violon, alto et violoncelle
- Concerto pour violon et orchestre
- Chants d'amour pour soprano et orchestre à cordes
- Danses populaires arméniennes pour violon et piano
- Violon Concerto N2 pour violon solo orchestre à cordes et un percussionniste (2011)